# جوتفريد أوجوست بورجر
جوتفريد أوجوست بورجر (بالألمانية: Gottfried August Bürger) هو شاعر وكاتب ألماني. كان بورجر ابناً لأحد القساوسة ودرس علوم الدين والحقوق والفلسفة في هاله وغوتينغن. وكان صديقاً لشعراء جماعة غوتينغن هاين ثم أصبح في الفترة من 1779 حتى 1794 محرراً لصحيفة (جوتنجر موزن الماناخ) وعمل بورجر موظفاً ومدرساً جامعياً حراً.

## أعماله
- قصائد (1778-1779) وتضمنت قصائد (لينوره-أغنية الرجل الشجاع-ابنة قسيس تاوبنهاين).

## روابط خارجية
- جوتفريد أوجوست بورجر على موقع IMDb (الإنجليزية)
- جوتفريد أوجوست بورجر على موقع الموسوعة البريطانية (الإنجليزية)
- جوتفريد أوجوست بورجر على موقع ألو سيني (الفرنسية)
- جوتفريد أوجوست بورجر على موقع ميوزك برينز (الإنجليزية)
- جوتفريد أوجوست بورجر على موقع أول موفي (الإنجليزية)
- جوتفريد أوجوست بورجر على موقع قاعدة بيانات الأفلام السويدية (السويدية)
- جوتفريد أوجوست بورجر على موقع إن إن دي بي (الإنجليزية)
- جوتفريد أوجوست بورجر على موقع ديسكوغز (الإنجليزية)
- جوتفريد أوجوست بورجر على موقع قاعدة بيانات الفيلم (الإنجليزية)
- جوتفريد أوجوست بورجر على موقع كينوبويسك (الروسية)